# 1011-es busz
Az 1011-es jelzésű autóbusz Budapest és Litke között közlekedik Rétság, Érsekvadkert, Balassagyarmat és Szécsény érintésével naponta 1+1 indulással.
A vonalon közlekedő buszok Újpest-Városkapu autóbusz-állomásról indulnak a Váci úton az M0-s autóútig. A körgyűrűn az M2-es autóútig, ahol áttér erre az útra. Az M2-esen megy végig, az autóút végén a 2-es főúton megy a Rétság utáni körforgalomig, ahonnan a 22-es főutat követi Szécsényig, onnan Ludányhalászin, Nógrádszakálon és Rásróspusztán keresztül érkezik meg Litkére.

## Megállóhelyei
| 0       | Budapest, Újpest-Városkapu                    | 163     | 104, 104A, 121, 122E, 196, 196A, 204 300, 302, 303, 305, 308, 309, 310, 312, 313, 314, 315, 316, 318, 319, 320, 321, 872, 880, 882, 883, 884, 889, 890, 893 1010, 1013, 1014 S72 Z72 S76 | Újpest Újpest-Városkapu autóbusz-állomás Újpest-városkapu Tesco áruház |
| 40      | Szendehely-Katalinpuszta                      | 123     | 328, 329, 330, 331, 332 1010, 1012, 1013, 1014 |                                                                        |
| 43      | Szendehely, általános iskola                  | 120     | 328, 329, 330, 331, 332 1010, 1012, 1013, 1014 | Szendehelyi Német Nemzetiségi Általános Iskola                         |
| 51      | Rétság, Pusztaszántói út (TDK)                | ∫       | 328, 332, 336 1010, 1012, 1013, 3336 |                                                                        |
| 53/56   | Rétság, autóbusz-forduló                      | 105/110 | 328, 329, 332, 336, 337 1010, 1012, 1013, 1014, 3313, 3336, 3340, 3343 | autóbusz-forduló                                                       |
| 62      | Tereskei elágazás                             | 99      | 1010, 1012, 1013, 3313, 3336, 3340, 3343 |                                                                        |
| 64      | Pusztaberki elágazás                          | 97      | 1010, 1012, 1013, 3313, 3336, 3340, 3343 |                                                                        |
| 67/70   | Érsekvadkert, Központ                         | 93/94   | 1010, 1012, 1013, 3313, 3336, 3340 | községháza                                                             |
| 80      | Ipolyszög, bejárati út                        | 83      | 1010, 1012, 1013, 3313, 3336, 3340, 3341, 3343, 3344 |                                                                        |
| 86      | Balassagyarmat, Lidl áruház Madách liget      | 77      | 1C, 6, 6A, 7, 7B, 8, 9, 9A, 9B, 3314 1010, 1012, 1013, 3313, 3336, 3340, 3341, 3343, 3344                                                                                                | Lidl áruház, Madách liget (lakótelep)                                  |
| 90/95   | Balassagyarmat, autóbusz-állomás              | 68/73   | 1A, 2C, 4, 6, 6A, 8, 8A, 9A, 9B, 3314 460 1010, 1011, 1012, 1013, 1306, 1308, 3080, 3081, 3305, 3312, 3313, 3315, 3322, 3336, 3340, 3342, 3343, 3344                                     | Balassagyarmat autóbusz-állomás Tesco áruház                           |
| 99      | Balassagyarmat, kórház Kenessey Albert Kórház | 64      | 1, 1A, 1C, 2, 4, 5B, 6, 6A, 7, 7A, 7B, 8, 8C, 9, 9B 1010, 1012, 3080, 3081, 3305 | Dr. Kenessey Albert Kórház-Rendelőintézet                              |
| 107     | Őrhalom, iskola                               | 56      | 1010, 1012, 3080, 3081, 3305 | Őrhalmi József Attila Általános Iskola                                 |
| 116     | Szécsény, újtelep                             | 46      | 1010, 1012, 3080, 3081 |                                                                        |
| 118/125 | Szécsény, autóbusz-állomás                    | 38/44   | 1010, 1012, 3075, 3080, 3081 | autóbusz-állomás                                                       |
| 127     | Szécsény, vasútállomás bejárati út            | 36      | 1010, 1012, 3075, 3080, 3081 S790 | Szécsény                                                               |
| 131     | Pösténypuszta, bejárati út                    | 32      | |                                                                        |
| 134     | Ludányhalászi, Szent István utca 116.         | 29      | |                                                                        |
| 136     | Ludányhalászi, alsó                           | 27      | |                                                                        |
| 137     | Ludányhalászi, iskola                         | 26      | |                                                                        |
| 138     | Ludányhalászi, Szociális otthon               | 25      | |                                                                        |
| 140     | Ludányhalászi, újtelep                        | 23      | |                                                                        |
| 146     | Nógrádszakál, Madách utca 4.                  | 17      | |                                                                        |
| 147     | Nógrádszakál, autóbusz-váróterem              | 16      | |                                                                        |
| 148     | Nógrádszakál, őrház                           | 15      | |                                                                        |
| 154     | Ráróspuszta, vasúti megállóhely               | 9       | S790 | Ráróspuszta                                                            |
| 157     | Ráróspuszta, víztároló                        | 6       | |                                                                        |
| 161     | Litke, Dózsa utca                             | 2       | |                                                                        |
| 163     | Litke, kultúrház                              | 0       | |                                                                        |